# 雑太郡
- 令制国一覧 > 北陸道 > 佐渡国 > 雑太郡
- 日本 > 中部地方 > 新潟県 > 雑太郡

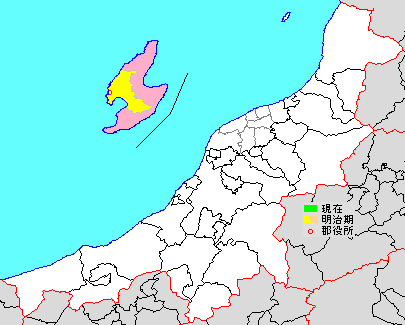
新潟県雑太郡の範囲（黄色・桃色：加茂・羽茂両郡分割前の郡域）

雑太郡（さわたぐん）は、新潟県（佐渡国）にあった郡。

## 郡域
1878年（明治11年）に行政区画として発足した当時の郡域は、佐渡市のうち下記の区域にあたる。
- 佐和田地区の全域
- 相川地区の大部分（北川内、北立島、入川、高千、北田野浦、小野見、石名、小田、大倉、矢柄、関、五十浦、岩谷口を除く）
- 金井地区の大部分（吉井、大和、吉井本郷、安養寺、三瀬川、水渡田を除く）
- 畑野地区の大部分（松ヶ崎、多田、浜河内、丸山を除く）
- 新穂地区の一部（新穂皆川、新穂舟下）
- 真野地区の一部（金丸、四日町、長石、真野新町、真野、吉岡、真野大川、名古屋、国分寺、竹田、阿仏坊）

## 歴史
当初は佐渡国唯一の郡であったが、養老5年（721年）、雑太郡より分けて新たに加茂郡・羽茂郡が設置された。

### 近代以降の沿革
- 幕末の時点では全域が佐渡奉行が管轄する幕府領であった。「旧高旧領取調帳」に記載されている明治初年時点に存在した村は以下の通り。（17町84村）

後尾村、石花村、北片辺村、南片辺村、戸中村、戸地村、戸地炭町、北狄村、姫津村、達者村、小川村、下相川村、相川町、羽田村、下戸村、海士町、鹿伏村、大浦村、高瀬村、橘村、稲鯨村、米郷村、二見村、沢根村、沢根町、五十里籠町、田中村、西五十里村、東五十里村、五十里本郷、五十里炭屋町、窪田村、川原田諏訪町、川原田本町、川原田裏町、川原田大坂町、川原田塩屋町、川原田田町、八幡町、八幡新町、上八幡町、下八幡町、四日町村、長石村、新町、田町村、吉岡村、真野村、名古屋村、阿仏坊村、国分寺村、大川村、北村、馬場村、三宮村、宮浦村、後山村、河内村、大久保村、猿八村、小倉村、長谷村、坊ヶ浦村、弐拾五貫村、三拾弐貫村、栗野江村、舟代村、下村、皆川村、目黒町村、寺田村、畑方村、畑本郷、安国寺村、金丸村、金丸本郷、中原村、石田村、二宮村、青野村、山田村、真光寺村、平清水村、市野沢村、上長木村、下長木村、上矢馳村、下矢馳村、牛込村、当野平村、和泉村、藤津村、上中興村、下中興村、本屋敷村、大和田村、西方村、新保村、貝塚村、竹田村、辰巳村
- 慶応4年
  - 4月15日（1868年5月7日） - 佐渡裁判所の管轄となる。
  - 9月2日（1868年10月17日） - 佐渡県（第1次）の管轄となる。
- 明治元年
  - 11月5日（1868年12月18日） - 新潟府の管轄となる。
- 明治2年
  - 2月22日（1869年4月3日） - 越後府の管轄となる。
  - 7月20日（1869年8月27日） - 佐渡県（第2次）の管轄となる。
- 明治4年11月20日（1871年12月31日） - 第1次府県統合により佐渡県（第2次）が相川県に改称。
- 明治9年（1876年）4月18日 - 第2次府県統合により新潟県の管轄となる。
- 明治10年（1877年） - 下記の村の統合が行われる。（10町73村）
  - 田中村・西五十里村・東五十里村・五十里本郷が合併して五十里村となる。
  - 河原田本町・河原田裏町・河原田大坂町・河原田塩屋町・河原田田町が合併して河原田町となる。
  - 上八幡町・下八幡町・辰巳村が合併して八幡村となる。
  - 北村・馬場村が合併して畉田村となる。
  - 舟代村・下村が合併して舟下村となる。
  - 藤津村・上中興村・下中興村が合併して中興村となる。
  - 戸地炭町が戸地村に合併。
  - 田町村が新町に合併。
  - 弐拾五貫村・三拾弐貫村が栗野江村と合併。
  - 金丸本郷が金丸村に合併。
- 明治12年（1879年）4月9日 - 郡区町村編制法の新潟県での施行により行政区画としての雑太郡が発足。「雑太加茂羽茂郡役所」が相川町に設置され、加茂郡・羽茂郡とともに管轄。
- 明治19年（1886年） - 下矢馳村・牛込村・当野平村・和泉村が合併して泉村となる。（10町70村）
- 明治20年（1887年） - 本屋敷村・大和田村・西方村が合併して千種村となる。（10町68村）

### 町村制以降の沿革
- 明治22年（1889年）4月1日 - 町村制の施行により以下の町村が発足。全域が現・佐渡市。（4町16村）
  - 相川町 ← 相川町[12]、海士町、羽田村、下戸村
  - 二見村 ← 鹿伏村、大浦村、高瀬村、橘村、稲鯨村、米郷村、二見村
  - 沢根町村 ← 沢根村、沢根町
  - 五十里町 ← 五十里籠町、五十里村、五十里炭屋町
  - 川原田町 ← 川原田町、川原田諏訪町
  - 八幡村 ← 八幡村、八幡町、八幡新町
  - 二宮村 ← 中原村、石田村、上長木村、下長木村、上矢馳村、二宮村、市野沢村、真光寺村
  - 野田村 ← 窪田村、青野村、山田村
  - 金沢村 ← 中興村、千種村、新保村、貝塚村
  - 平泉村 ← 平清水村、泉村
  - 国中村 ← 目黒町村、舟下村、皆川村
  - 畑野村 ← 安国寺村、畑本郷、畑方村、河内村、寺田村
  - 小倉村 ← 小倉村、長谷村、猿八村
  - 栗野江村 ← 栗野江村、坊ヶ浦村
  - 三宮村 ← 後山村、宮浦村、三宮村、畉田村、大久保村
  - 金丸村 ← 長石村、四日町村、金丸村
  - 新町（単独町制）
  - 真野村 ← 真野村、吉岡村、名古屋村、大川村、国分寺村、竹田村、阿仏坊村
  - 金泉村 ← 小川村、達者村、姫津村、北狄村、下相川村
  - 北海村 ← 石花村、後尾村、北片辺村、南片辺村、戸中村、戸地村
- 明治29年（1896年）4月1日 - 郡制の施行のため、「雑太加茂羽茂郡役所」の管轄区域をもって佐渡郡が発足。同日雑太郡廃止。